# Dentigonium tantulum
Dentigonium tantulum är en kräftdjursart som beskrevs av Michitaka Shimomura 2009. Dentigonium tantulum ingår i släktet Dentigonium och familjen Paramunnidae.
Artens utbredningsområde är Filippinska sjön. Inga underarter finns listade i Catalogue of Life.